# Amaurobius leechi
Amaurobius leechi là một loài nhện trong họ Amaurobiidae.
Loài này thuộc chi Amaurobius. Amaurobius leechi được Paolo Marcello Brignoli miêu tả năm 1983.